# دوار الأطفال الانتيابي الحميد
دوار الأطفال الانتيابي الحميد (بالإنجليزية: Benign paroxysmal vertigo of childhood) هو مرض غير شائع يصيب الأطفال على شكل نوبات متكررة من الدوخة. السبب الحقيقي غير معروف لكن يعتقد أن له علاقة بدوار الوضعة الانتيابي الحميد ويعتقد آخرون أن له علاقة بالصداع النصفي.

## المصدر
1. 1 2  Batson، G. "Benign paroxysmal vertigo of childhood: A review of the literature". Paediatrics & child healthالتاريخ=يناير 2004. ج. 9 ع. 1: 31–4. PMC:2719513. PMID:19654978.